# Emil Risch

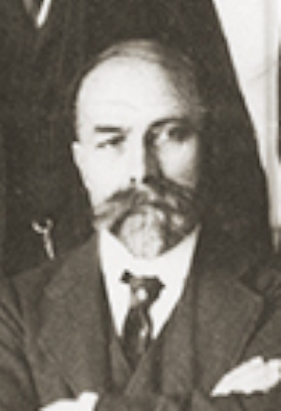
Risch (1921)

Emil Risch (* 16. November 1866 in Triesen; † 9. November 1950 ebenda) war ein liechtensteinischer Landtagsabgeordneter.

## Biografie
Risch war Bürger der Gemeinde Triesen und absolvierte das Lehrerseminar in Bregenz. Danach war ab 1887 als Lehrer tätig, in Klaus (Vorarlberg), Ruggell, Schaan, Schaanwald, Triesenberg und zuletzt bis 1929 in Triesen. Ab 1924 war er zusätzlich Gastwirt der «Post» in Triesen.
Von 1918 bis 1922 sass Risch für die Volkspartei (VP) als Abgeordneter im Landtag des Fürstentums Liechtenstein. 1921 wurde er aus der Volkspartei ausgeschlossen und trat daraufhin der Fortschrittlichen Bürgerpartei bei. Daneben war er von 1919 bis 1922 Mitglied des Landesschulrates, von 1924 bis 1927 amtierte er als Gemeindevorsteher von Triesen.
Risch war Gründungsmitglied des Historischen Vereins. 1940 wurde er dessen Ehrenmitglied.